# Assassin!
Assassin, även Assassin – det slutliga spelet, är ett brädspel utformat av Douglas Alan Byrne och utgivet i Sverige av Alga 1980.

## Spelplan
Den kvadratiska monopolliknande spelplanen består av 28 rutor där 26 st är städer och 2 st är så kallade assassinrutor. De olika städerna skiljer sig åt vad gäller köp- och säljmöjligheter och är delvis kopplat till verkligheten. Således kan man till exempel köpa krigsmateriel i Stockholm och plutonium i Moskva. Två av städerna är också Säkra Städer vilket innebär att spelare som står där ej kan mördas för tillfället.
å 

## Målet
Spelaren ska gå runt spelplanen och tjäna pengar genom att köpa och sälja diverse olagliga varor, såsom guld, hemligheter, krigsmateriel, konstförfalskningar och så vidare. För pengarna som man tjänar kan man sedan hyra lönnmördare som man sedan använder för att försöka ta livet av sina motspelare.

## Mordförsök
Mordförsök kan utföras på ett av följande sätt:
- Spelare hamnar på en av de två assassinrutorna som finns på spelbrädet
- Spelare hamnar på samma ruta som sin motståndare
- När som helst och var som helst men maximalt en gång per varv.

Det sista alternativet förutsätter dock att man har tillräckligt med pengar. Hyrda lönnmördare är indelade i tre klasser (A, B och C) och skiljer i pris men också i skicklighet.
När lönnmördare har valts så plockar man ett platskort. Varje plats har en lista över möjliga vapen och minst ett av dessa måste finnas på lönnmördarens kort. Om inte så har mordförsöket misslyckats. Om lönnmördaren har vapnet så plockar man ett vapenkort för att se om lönnmördaren lyckats hitta eller smuggla in detta vapen.
Förutsatt att de tre korten överensstämmer på åtminstone ett vapen ska spelaren slå med två T6 för att se om summan överensstämmer med siffrorna som finns bredvid vapnet på mördarens kort. (Exempelvis Pistol 2-9 eller Kniv 6-12.) En lönnmördad spelare är ute ur spelet. Spelare kan erbjuda sin motståndare 1 miljon för att blåsa av mordförsöket. Detta måste dock göras innan man slår tärningarna.
En del lönnmördare har egenskaper som är kopplade till spelplanen. Exempelvis Dietrich Mannstadt som alltid lyckas med uppdrag i Berlin, Lord Reevestead som är paniskt rädd för gult vilket innebär att den spelare som har gul pjäs alltid klarar sig eller Jacqueline Cartier som vägrar döda kvinnor.

## Kuriosa
Alga fick mycket kritik för detta brädspel vars lock är fyllt med skotthål. Kritiken berodde mest på att personer inte tyckte att det passade sig att barn spelade ett spel där man ska mörda varandra eller köpa och sälja illegala varor. Det drogs också in mitt i julhandeln 1981.